# Tombe T

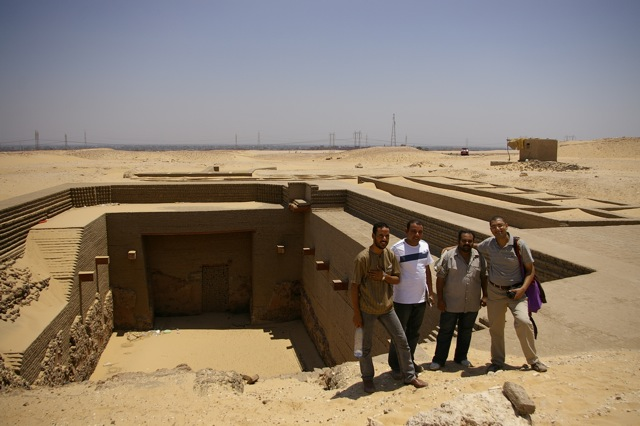

Plattegrond van tombe T

Tombe T is de wetenschappelijke aanduiding voor de graftombe, een zogenaamde mastaba, van de farao Hor Den van de 1e dynastie van Egypte.

## De tombe
De tombe staat in de necropolis van Umm el-Qaab vlak bij Abydos vlak bij andere tombes uit de 1e en 2e dynastie. Vergeleken bij de andere tombes in het gebied is dit de grootste en best afgewerkte en het heeft een vloer van graniet.
De tombe is omringd met een dikke bakstenen muur van 2 bij 3 meter. Rondom het graf bevinden zich kamers met daarin de graven van 136 mannen en vrouwen. Deze mensen werden op dezelfde tijd begraven als de koning. Er wordt aangenomen dat dit aanhangers waren van de koning. Een onderzoek naar sommige skeletten suggereert dat ze zijn gewurgd, dit zou een voorbeeld zijn van menselijk offer, wat een normale zaak was in deze tijd. Dit handelen zou hebben geleid tot het maken van houten, stenen of ivoren beeldjes (Oesjabti) die het werk zouden doen in het dodenrijk.
Het graf heeft een trap die naar beneden leidt naar de grafkamer. De trap heeft 12 tot 18 treden en is afgesloten met een houten deur. Tombe T is de eerste tombe die een trap heeft naar de grafkamer, de tombes van de eerdere koningen waren alleen bereikbaar via het dak. Het is mogelijk dat de tombe werd gebruikt als pakhuis tijdens het leven van de koning, dit zou het gemakkelijker maken om grafgiften te plaatsen die gebruikt werden na de dood van de koning.
De tombe is vernietigd in de oudheid en gerestaureerd onder farao Amasis van de 26e dynastie van Egypte.

### Grafgiften
In de tombe werden potten ontdekt met daarop zegels, 20 houten en ivoren platen met daarop inscripties die de activiteiten van de koning weergeven. 18 van deze zegels werden gevonden door Flinders Petrie, die zocht in de hopen achtergelaten door Émile Amélineau
Onder deze labels waren de eerst bekende afbeeldingen van een farao die de dubbele kroon van Egypte draagt. Alsook een stèle met daarop een rennende farao als deel van het Sed-festival. Er werd ook een zegel gevonden wat geld als de eerste koningslijst.